# Kadra Mahamoud Haid

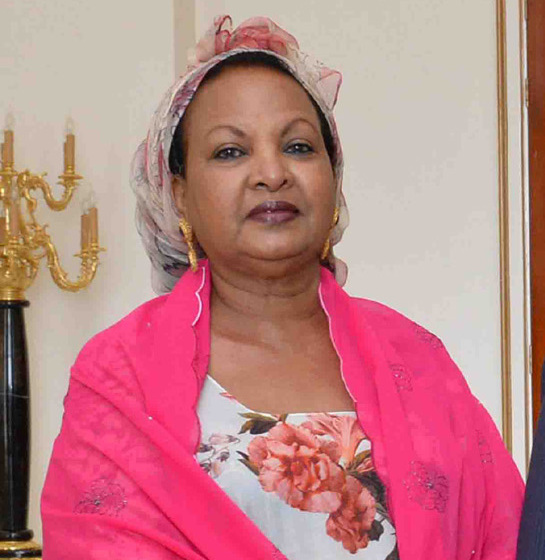
Kadra Mahamoud Haid 2017.

Kadra Mahamoud Haid (Somali Khadra Maxamuud Xayd) ist eine dschibutische Politikerin, politische Beraterin und seit 1999 First Lady von Dschibuti. Sie ist die Frau von Präsident Ismaïl Omar Guelleh.
Bereits 2003 sprach Haid über Weibliche Genitalverstümmelung (female genital mutilation, FGM):

„Diese Praktiken sind nicht verschwunden. Schätzungsweise zwei Millionen junge Mädchen pro Jahr, 6.000 pro Tag, werden immer noch in allen Formen verstümmelt. Die Folgen sind dramatisch: Sie können zum Tod durch Blutungen, Harnwegsinfektionen, Zysten und Geburtsschwierigkeiten führen, von den psychischen Schäden ganz zu schweigen.“

 Obwohl FGM 1995 gesetzlich verboten wurde, sind Schätzungen zufolge 98 % der Frauen in Dschibuti Opfer dieser Praxis.
Der somalische Geschäftsmann Abdourahman Boreh, einer der reichsten Menschen Dschibutis, wurde wegen eines Investitionsstreits mit Haid ausgewiesen.
2014 wurde berichtet, dass Guelleh „seine Macht eifersüchtig festhält und sie nur mit seiner einflussreichen Frau teilt“ („holds on to that power jealously, sharing it only with his influential wife“). Africa Intelligence hat erklärt, dass sie „als eine Art Vizepräsidentin fungiert“ („acts as a sort of vice president“).

## Familie
Durch ihre derzeitige Ehe mit Ismaïl Omar Guelleh hat sie zwei Töchter und einen Sohn, den Präsidentenberater Haibado und die Geschäftsfrauen Fatouma-Awo und Ainache. Darüber hinaus hat sie einen Sohn aus ihrer ersten Ehe, Naguib Abdallah Kamil, den sie Berichten zufolge auf „hohe politische Verantwortung“ („high political responsibilities“) vorbereitet, und eine Tochter, Nazli, die Geschäftsfrau ist.